# Helosciomyza subalpina
Helosciomyza subalpina är en tvåvingeart som beskrevs av Tonnoir och Malloch 1928. Helosciomyza subalpina ingår i släktet Helosciomyza och familjen Helosciomyzidae. Inga underarter finns listade i Catalogue of Life.